# IMAM Ro.37
L'IMAM Ro.37 Lynx est un biplan de reconnaissance produit par la société italienne Industrie Meccaniche Aeronautiche Meridionali - IMAM SpA dans les années 1930. Le Ro.37 a rencontré un succès à l'exportation, et a également été utilisé dans la Magyar Királyi Honvéd Légierő (Hongrie), la Afghan Hawa-e Ourdou (Afghanistan) et dans certains pays d'Amérique centrale et du Sud

## Développement
Un concours fut organisé par la Regia Aeronautica pour un avion léger de reconnaissance et un avion plus lourd. 
- Le premier devait avoir une vitesse maximale de 350 km/h, cinq heures d'autonomie, trois mitrailleuses et un emport de bombes, un blindage, et la capacité d'opérer à partir d'aérodromes improvisés.
- Le plus lourd devrait avoir une vitesse maximale de 325 km/h, au moins 1 300 km d'autonomie, un plafond de 7 000 m, grimper à 5 000 m en 19 minutes, accueillir trois membres d'équipage, cinq armes, une aile haute et d'autres détails.

La production limitée de l'IMAM Ro.30, une amélioration du Ro.1 avec une tourelle défensive et un meilleur moteur, fut réalisée. Elle fut rejetée par la Regia Aeronautica et non choisie pour la production, étant seulement capable d'atteindre une vitesse de 200 km/h, cinq heures d'autonomie, un taux de montée de 4 000 m en 20 minutes, et ayant trois armes.
IMAM n'a pas abandonné après le succès modeste du Ro.30 et a donc conçu un nouvel avion, le Ro.37, dont le premier vol fut effectué le 6 novembre 1933.
Ce fut un biplan de construction mixte, avec deux sièges, et un moteur Fiat A.30 de 560 ch. Il atteignait 300 km/h. Le Ro.37 avait un plafond de 7 000 m, 3 000 m de montée en 11 minutes, plus de 1 200 km d'autonomie, trois mitrailleuses (deux dans le nez et une dorsale). Il emportait 12 bombes de 15 kg, et avait une bonne agilité. Il était semblable au Hawker Hind, plutôt qu'un avion léger, sa performance était similaire au Westland Lysander et son design contemporain de style britannique ressemblait à l'Hawker Hector.
Le Ro.37 fut plus tard équipé avec le moteur en étoile Piaggio P.IX de 600 ch.

## Service opérationnel
Le 103e escadron fut équipé durant la première moitié de l'année 1935 et rapidement employé en Éthiopie. En décembre, cette unité fut envoyée en Somalie et, finalement, quatre autres escadrons allèrent sur ce théâtre: le 105e, 108e, 109e et 110e escadrons, pour un total de dix Ro.37 et 41 Ro.37Bis.
Avec la fin des opérations, seul le 110e escadron resta sur le théâtre somalien, afin de remplir des tâches de contre-insurrection et de servir de renfort pour les garnisons isolées.
Dans l'intervalle, le Ro.37 servit également dans la guerre civile espagnole, avec les dix premiers livrés (en retard) en 1936. 26 autres (éventuellement 58) allèrent sur ce théâtre et ont été utilisés pour de nombreuses missions. Ils ont été utilisés comme avions d'assaut, même s'ils n'étaient pas blindés. Les résultats ont été satisfaisants et certains ont même été convertis en monoplaces pour une utilisation en tant que chasseur-bombardier. Les versions biplaces ont été utilisées comme chasseurs lourds, assurant la protection des bombardiers Savoia-Marchetti SM.81 contre les chasseurs républicains Polikarpov I-15.
Le Ro.37 a été généralement apprécié par les pilotes. Les seuls reproches furent que l'avion avait tendance à endommager le train d'atterrissage, et avait quelques défauts au moteur.
L'avion a été produit jusqu'en 1939 avec un total de 569 (237+332 bis) exemplaires. Il continua à être utilisé comme avion de reconnaissance pendant des années, jusqu'à son remplacement. Certains furent en service jusqu'en 1943 et peut-être même plus tard. Ils étaient très vulnérables, mais l'Italie en guerre n'avait pas les ressources suffisantes pour produire un meilleur avion d'observation.

## Variantes
- Ro.37 : Biplan de reconnaissance.
- Ro 37bis : Version améliorée.
- Ro.43 :  Hydravion de reconnaissance de la Regia Marina.
- Ro.44 : Hydravion de combat monoplace de la Regia Marina.

## Opérateurs
Le Ro.37 fut également largement exporté et environ 280 avions de ce type étaient en service en 1940 :
- Force aérienne afghane (1937-1941) : 16 Ro.37bis ;
- Corps aérien de la garde locale autrichienne (1937-1938) : 8 Ro.37bis ;
- Force aérienne de l'armée équatorienne (1937-1941) : 10 Ro.37bis ;
- Aéronautique royale italienne
- Armée de l'air espagnole (1936-1945) : 68 Ro.37bis ;
- Armée de l'air royale hongroise (1939-1941) : 14 Ro.37bis ;
- Aéronautique militaire uruguayenne (1937-1945) : 6 Ro.37bis ;